# Robeisy Ramírez
Robeisy Eloy Ramírez Carrazana (Cienfuegos, 20 dicembre 1993) è un pugile cubano, della categoria dei pesi mosca, vincitore della medaglia d'oro alle Olimpiadi di Londra 2012 e di Rio de Janeiro 2016.

## Carriera dilettantistica
Robeisy Ramírez ha partecipato a due edizioni dei giochi olimpici (Londra 2012 e Rio de Janeiro 2016), una dei campionati del mondo (Baku 2012), una dei giochi Panamericani (Guadalajara 2011), oltre che una edizione delle olimpiadi giovanili (la prima edizione di Singapore 2010).

### Principali incontri disputati
Statistiche aggiornate al 21 agosto 2016.
| Evento              | Edizione            | Categoria      | Trentaduesimi                 | Sedicesimi                       | Ottavi                                | Quarti                              | Semifinale                               | Finale                                      | Pos. | Note  |
| ------------------- | ------------------- | -------------- | ----------------------------- | -------------------------------- | ------------------------------------- | ----------------------------------- | ---------------------------------------- | ------------------------------------------- | ---- | ----- |
| Olimpiadi giovanili | Singapore 2010      | Gallo (-54 kg) | N.D.                          | N.D.                             | N.D.                                  | Stan Nicette ( Seychelles) V 17-3   | Dawid Michelus ( Polonia) V 3-1          | Shiva Thapa ( India) V 5-2                  |      |       |
| Giochi panamericani | Guadalajara 2011    | Mosca (-52 kg) | N.D.                          | N.D.                             | bye                                   | John William Franklin ( USA) V RSC3 | Braulio Avila ( Messico) V 20-7          | Dagoberto Aguero ( Rep. Dominicana) V 24-10 |      | [ 1 ] |
| Mondiali            | Baku 2011           | Mosca (-52 kg) | Mumin Veli ( Macedonia) V RET | Sudesh Manandhar ( Nepal) V RSC  | Michail Alojan ( Russia) P 11-15      | Non qualificato                     | Non qualificato                          | Non qualificato                             | 9º   | [ 2 ] |
| Olimpiadi           | Londra 2012         | Mosca (-52 kg) | N.D.                          | Katsuaki Susa ( Giappone) V 19-7 | Chatchai Butdee ( Thailandia) V 22-10 | Andrew Selby ( Regno Unito) V 16-12 | Michael Conlan ( Irlanda) V 20-10        | Nyambayaryn Tögstsogt ( Mongolia) V 17-14   |      |       |
| Mondiali            | Almaty 2013         | Gallo (-56 kg) | bye                           | Zhang Jiawei ( Cina) V 3-0       | Aram Avagyan ( Armenia) V 3-0         | Qayrat Eralïev ( Kazakistan) P 0-3  | Non qualificato                          | Non qualificato                             | 5º   | [ 3 ] |
| Olimpiadi           | Rio de Janeiro 2016 | Gallo (-56 kg) | N.D.                          | Shiva Thapa ( India) V 3-0       | Mohamed Hamout ( Marocco) V 2-1       | Zhang Jiawei ( Cina) V 3-0          | Murodjon Akhmadaliev ( Uzbekistan) V 3-0 | Shakur Stevenson ( Stati Uniti) V 2-1       |      |       |